# Gekkoninae
Gekkoninae — підродина геконів. Найчисленніша підродина геконів, яка складається з 75 родів та 850 видів.

## Опис
Представники підродини Справжні гекони мають загальну довжину від 7 до 36 см. Шкіра — сірого, коричневого чи зеленого кольору. У цих геконів двовігнуті хребці, очі вкриті прозорими повіками, які зрослися поміж собою. Зіниці у них вертикальні, щілиноподібні. Gekkoninae здатні підійматися на будь-яку поверхню. У представників підродини відсутні рухомі повіки і у них гарний слух.

## Спосіб життя
Активний у присмерку та вночі. Гарно лазить та бігає. Харчується комахами, безхребетними, дрібними ящірками, мурахами, фруктами, нектаром.

## Розповсюдження
Мешкає у різних районах континентів: Азія, Африка, Європа.

## Роди
- Afroedura (9 видів)
- Afrogecko (3 види)
- Agamura (3 види)
- Ailuronyx (3 види)
- Alsophylax (8 видів)
- Aristelliger (8 видів)
- Asaccus (7 видів)
- Asiocolotes(інші мови) (2 види)
- Bauerius (1 вид)
- Blaesodactylus (3 види)
- Bogertia(інші мови)
- Briba(інші мови)
- Bunopus (4 види)
- Calodactylodes (2 види)
- Carinatogecko(інші мови) (2 види)
- Chondrodactylus (4 види)
- Christinus (3 види)
- Cnemaspis (75 видів)
- Coleodactylus (5 видів)
- Colopus (2 види)
- Cosymbotus(інші мови) (2 види)
- Crossobamon (2 види)
- Cryptactites
- Cyrtodactylus (95 видів)
- Cyrtopodion (37 видів)
- Dixonius (5 видів)
- Dravidogecko
- Ebenavia (2 види)
- Euleptes
- Geckolepis(інші мови) (5 видів)
- Geckonia(інші мови)
- Gehyra (35 видів)
- Gekko (32 види)
- Goggia (8 видів)
- Gonatodes (20 видів)
- Gonydactylus(інші мови) (4 види)
- Gymnodactylus (5 видів)
- Haemodracon (2 види)
- Hemidactylus (90 видів)
- Hemiphyllodactylus (6 видів)
- Heteronotia (3 види)
- Homonota (10 видів)
- Homopholis (6 видів)
- Lepidoblepharis (18 видів)
- Lepidodactylus (33 види)
- Luperosaurus (10 видів)
- Lygodactylus (60 видів)
- Matoatoa (2 види)
- Microscalabotes
- Nactus (11 видів)
- Narudasia
- Pachydactylus (40 видів)
- Palmatogecko (2 види)
- Paragehyra (2 види)
- Paroedura (16 видів)
- Perochirus (3 види)
- Phelsuma (43 види)
- Phyllodactylus (50 видів)
- Phyllopezus (2 види)
- Pristurus (22 види)
- Pseudogekko (4 види)
- Pseudogonatodes (7 видів)
- Ptenopus (3 види)
- Ptychozoon (7 видів)
- Ptyodactylus (6 видів)
- Quedenfeldtia (2 види)
- Rhoptropus (7 видів)
- Saurodactylus (2 види)
- Sphaerodactylus (95 видів)
- Stenodactylus (11 видів)
- Tarentola (21 вид)
- Teratolepis(інші мови) (2 види)
- Thecadactylus (2 види)
- Tropiocolotes (10 видів)
- Urocotyledon (4 види)
- Uroplatus (13 видів)